# Преславен
Пресла́вен (болг. Преславен) — село в Старозагорській області Болгарії. Входить до складу общини Стара Загора.

## Населення
За даними перепису населення 2011 року у селі проживали 637 осіб.
Національний склад населення села:
| Національність   | Кількість осіб | Відсоток |
| ---------------- | -------------- | -------- |
| болгари          | 490            | 98,2%    |
| цигани           | 8              | 1,6%     |
| Всього відповіли | 499            |          |

Розподіл населення за віком у 2011 році:
Динаміка населення: